# Gran Premio motociclistico d'Ungheria
Il Gran Premio motociclistico d'Ungheria è stato una delle prove del motomondiale.

## Storia
La prima corsa motociclistica di rilievo organizzata in Ungheria è stato il TT ungherese, tenutosi a Budapest dal 1924 al 1931. Il GP di Ungheria venne organizzato per la prima volta nel 1929 e corso su una pista di 2,75 km ricavata all'interno del parco cittadino di Városliget a Budapest. Dopo l'edizione del 1932, svoltasi a Sopron, la gara venne cancellata in seguito alla proibizione di correre gare a Budapest.
La gara diviene una delle prove del motomondiale nel 1990. Dopo una seconda edizione nel 1992, il GP si sarebbe dovuto disputare nella stagione 2009 sul nuovo circuito del Balatonring; i ritardi nella costruzione del circuito costrinsero la FIM ad annullare il GP, senza rimpiazzarlo. Riproposto in calendario anche per il motomondiale 2010, il GP fu nuovamente annullato e sostituito dal GP d'Aragona. Il 19 settembre 2024 viene annunciato che il Gran Premio magiaro ritornerà nel 2025 sul Balaton Park Circuit.

## Risultati del Gran Premio
| Anno | Circuito    | classe 125                    | classe 250             | classe 500             | Sidecar                         | Resoconto |
| ---- | ----------- | ----------------------------- | ---------------------- | ---------------------- | ------------------------------- | --------- |
| 1990 | Hungaroring | Loris Capirossi (Honda)       | John Kocinski (Yamaha) | Michael Doohan (Honda) | P. Güdel-C. Güdel (LCR-Yamaha)  | Resoconto |
| 1992 | Hungaroring | Alessandro Gramigni (Aprilia) | Luca Cadalora (Honda)  | Eddie Lawson (Cagiva)  | Biland-Waltisperg (LCR-Krauser) | Resoconto |